# سیارک ۷۵۲

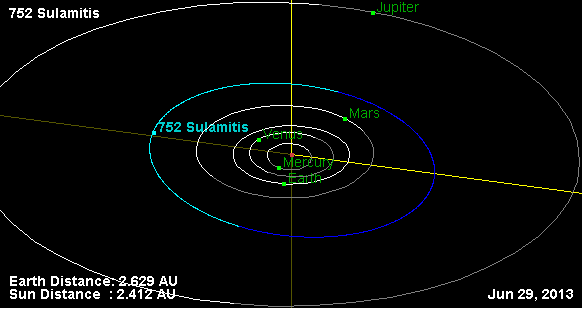
مدار سیارک ۷۵۲ و موقعیت آن.

سیارک ۷۵۲ (به انگلیسی: 752 Sulamitis، نامگذاری:1913RL) هفتصد و پنجاه و دومین سیارک کشف شده‌است که در ۳۰ آوریل ۱۹۱۳ و در رصدخانه سایمیز کشف شد.
قدر مطلق سیارک برابر ۱۰٫۱۰ است.